# Feminicid

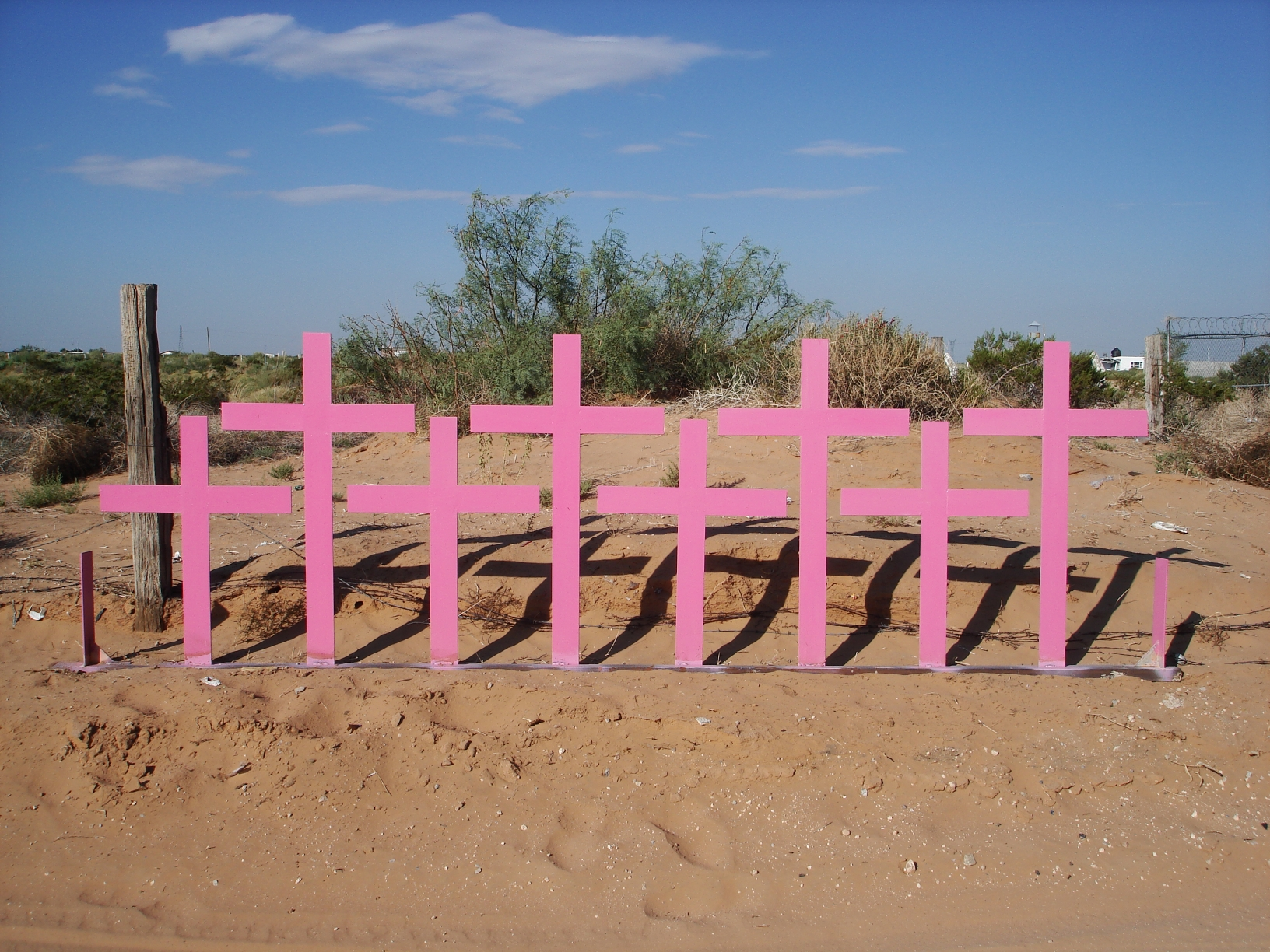
Cruci memoriale în locul unde au fost găsite ucise 8 femei în orașul mexican Ciudad Juárez

Feminicidul este un fenomen care se manifestă prin uciderea selectivă a membrilor unei comunități după criteriul sexului de care aparțin. În ultimele decenii, acest fenomen se manifestă cel mai frecvent prin discriminarea fetușilor de gen feminin în favoarea celor de gen masculin, prin avorturi selective în masă care pot produce un dezechilibru în multe țări ale lumii. Termenul se referă și la discriminarea pe sexe în ceea ce privește dreptul la viață și prioritatea în cazurile de foamete și de asistență medicală.
Alternativ se vorbește uneori la modul general despre "generocid" (sp. generocidio, en. gendercide), însă de cele mai multe ori se constată omucideri în rândul femeilor și fetelor, de aceea termenul de "feminicid" este mai apropiat fenomenului.

## Situația în Asia
În ciuda faptului că femeile din cauza cromozomilor XX au avantajul de a avea o sănătate mai bună și un răspuns mai bun fiziologic în ceea ce privește bolile cardiovasculare și o speranță de viață mai mare numărul lor descrește puternic în multe țări asiatice. Dacă într-o țară europeană precum Spania raportul dintre femei și bărbați este de 1.030 femei la 1000 de bărbați în India raportul este de 915 femei la 1000 bărbați. În India din cauza selecției sexuale ale ne-născuților raportul între nou-născuții de sex feminin și cei de sex masculin este de 100 la 111, față de un raport normal de 108 la 105. În Republica Populară Chineză fenomenul este încă mai amplu, aici legislația care reglementează numărul de nașteri la una, pentru fiecare femeie, a făcut ca balanța să fie și mai dezechilibrată și ca femeile să aleagă ca copilul lor să fie băiat sau în caz contrar să avorteze. Datorită tradiției populare se consideră că băieții sunt cei care vor îngriji de părinți la bătrânețe și de asemenea se consideră că duc o viață mai ușoară și că au mai multe drepturi în societate și viața de familie. Acest fenomen a făcut ca 24 de milioane de bărbați ajunși la vârsta căsătoriei să nu își poată găsi parteneră. Raportul în China este de 121 de băieți nou-născuți la 100 de fetițe. Situația în alte țări asiatice se prezintă astfel:
- Armenia și Azerbaidjan: 117 băieți la 100 fetițe;
- Georgia: 112 băieți la 100 fetițe
- Coreea de Sud: 110 băieți la 100 fetițe, Coreea de Sud este singura țară unde balanța tinde să se reechilibreze, în celelalte țări raportul dintre sexe crește în fiecare an.
- Hong Kong și Singapore: 107 băieți la 100 fetițe

## Situația în Europa
În ultimii ani acest fenomen s-a extins și către țări din Peninsula Balcanică (Serbia raport de 108 băieți la 100 fetițe, Albania), țările din estul Europei (Rusia și Bielorusia cu un raport de 107:100în favoarea băieților) și Cipru tot cu un raport de 107:100 în favoarea băieților. 

## Alte cauze ale mortalității feminine
- Multe fetițe mor din cauza abandonului la naștere în țări precum India sau China
- Mortalitate feminină datorită privării de hrană și medicamente în favoarea semenilor de sex masculin: frați, tată, soți.
- Mortalitate feminină pe fond cultural. În unele țări femeile pot fi ucise din cauza tradiției pentru apărarea onoarei sau omorâri ca răscumpărare.
- Mortalitate provocată de traficul de carne vie
- Violență domestică

## El GenerocidiodinCiudad Juárez,Mexic
În conformitate cu Raportul Executivul dintre octombrie 2003 și iulie 2004 a Comisiei Speciale a Senatului Republicii Mexic se arată că până la data de 3 iunie 2004 au fost înregistrate 593 de crime împotriva femeilor începând cu anul 1993. Datele indică că doar 114 dintre acestea au fost rezolvate, la 104 dintre cazuri s-a dat sentința iar celelalte 218 sunt încă în anchetă. Curtea Interamericană a Drepturilor Omului a dat în judecată statul mexican în 2009 din cauză că tratează cu multă superficialitate fenomenul de generocid. În Mexic 77% dintre cazurile de omor în care victima este o femeie rămân nepedepsite. Statisticile cele mai pesimiste indică că doar în anul 2010 au fost asasinate în Ciudad Juárez 3100 de femei, iar în prima lună și jumătate a anului 2011 alte 600. În acest oraș există multe fundații și oraganizații care sprijină rudele victimelor generocidului, precum:"Casa Amiga", "Nuestras Hijas de Regreso a Casa", "Justicia para nuestras hijas".
S-a calculat că la fiecare 12 luni are loc un generocid de proporțiile pe care le-a avut genocidul din Ruanda.